# Glossostelma lisianthoides
Glossostelma lisianthoides är en oleanderväxtart som först beskrevs av Joseph Decaisne, och fick sitt nu gällande namn av Arthur Allman Bullock. Glossostelma lisianthoides ingår i släktet Glossostelma och familjen oleanderväxter. Inga underarter finns listade i Catalogue of Life.